# جون بيسلي (كرة سلة)
جون بيسلي (بالإنجليزية: John Beasley)‏ مواليد 5 فبراير 1944 في تيكساركانا، هو لاعب كرة سلة أمريكي معتزل بدأ مسيرته الاحترافية في سنة 1966. تم اختياره من قبل فريق واشنطن ويزاردز خلال الدرافت وحمل الرقم 44. يبلغ طوله 6 قدم 9 بوصة (2.1 م). اعتزل اللعب في 1974.

## روابط خارجية
- جون بيسلي على موقع سبورتس رفرنس (الإنجليزية)
- جون بيسلي على موقع كلية كرة السلة في سبورتس رفرنس.كوم (الإنجليزية)
- جون بيسلي على موقع ريلجم (الإنجليزية)
- جون بيسلي على موقع بروبوليرز (الإنجليزية)